# Авиация Османской империи

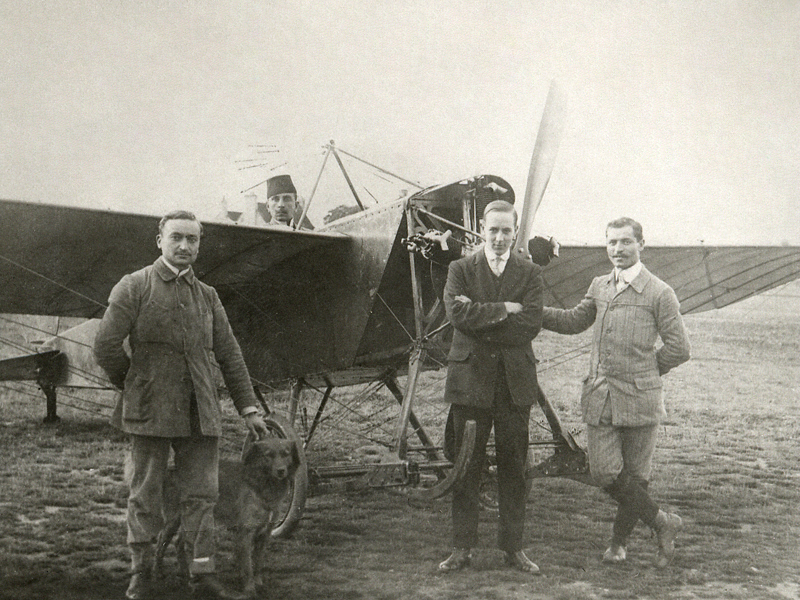
Османские пилоты в 1912 году

Авиация Османской империи — военно-воздушные силы Османской империи, часть османских вооружённых сил и флота. История османской военной авиации восходит к июню 1909 или июлю 1911 года. Организацию иногда называют Османскими военно-воздушными силами. Размер флота достиг своего пика в декабре 1916 года, когда османские авиационные эскадрильи имели 90 самолетов. Авиационные эскадрильи были реорганизованы в Генеральную инспекцию военно-воздушных сил (Kuva-yı Havaiye Müfettiş-i Umumiliği) 29 июля 1918 года. С подписанием Мудросского перемирия 30 октября 1918 года османская военная авиация фактически прекратила свое существование. На момент перемирия османская военная авиация имела около 100 пилотов; 17 наземных авиарот (по 4 самолета в каждой); и 3 гидроавиаротрассы (по 4 самолета в каждой); всего 80 самолетов.

## История

### Учреждение лётной школы и военных подразделений
2 декабря 1909 года Луи Блерио и барон Пьер де Катерс провели первый показательный полет в Османской империи. В связи с растущей важностью авиации в военных действиях, правительство решило создать программу военной авиации и отправило офицеров в Европу для обучения пилотов. Однако из-за финансовых проблем программа была отменена, и стажеры вернулись домой весной 1911 года.